# Islamorada, Florida

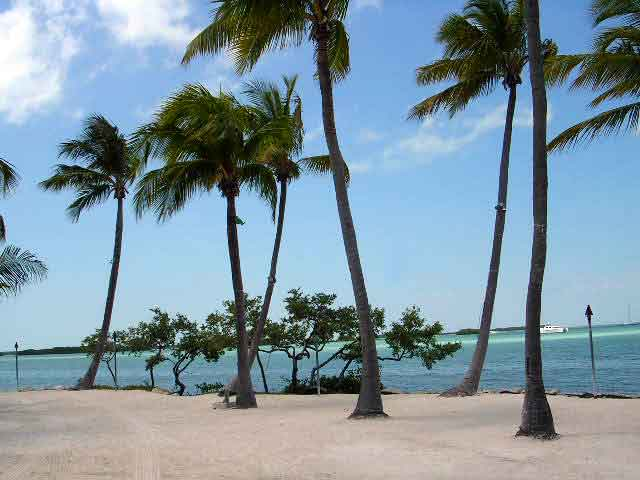
Một bãi biển tại Islamorada

Islamorada là một ngôi làng hợp nhất ở Quận Monroe, Florida, Hoa Kỳ. Nó nằm trên năm hòn đảo - Tea Table Key, Hạ Matecumbe Key, Thượng Matecumbe Key, Windley Key và Plantation Key.

## Lịch sử
Cái tên Islamorada (phát âm tiếng Tây Ban Nha: [ˈizla moˈɾaða]), có nghĩa là "Đảo nhà", có nguồn gốc từ những nhà thám hiểm Tây Ban Nha. Họ là những người đầu tiên khám phá ra khu vực này. Cái tên Islamorada đôi khi còn được nhắc đến bằng biệt danh "Đảo Tím", vì morada còn có nghĩa là màu tím.
Islamorada đã từng bị tàn phá gần như trực tiếp bởi Bão Ngày Lao động năm 1935, khiến cho 423 người chết.
Cầu thủ bóng chày Ted Williams bắt đầu đến thăm Islamorada vào năm 1943 và 45 năm sau đó anh ta trở thành cư dân nổi tiếng nhất của hòn đảo sau khi nghỉ hưu. Trong nhiều thập kỷ, Ted Williams đã tổ chức gặp mặt rất nhiều nhân vật nổi tiếng tại nhà riêng ở Islamorada của mình. Đồng thời anh ta cũng đưa họ đi trải nghiệm các chuyến đi câu cá tại địa phương này.
Ngôi làng được thành lập vào ngày 4 tháng 11 năm 1997. Theo điều tra dân số năm 2010, làng có tổng dân số là 6.119 người. Tính đến năm 2009, dân số được Cục điều tra dân số Hoa Kỳ ghi nhận là 6.435 người.

## Địa lý
Islamorada nằm ở 24 ° 56′9 ″ N 80 ° 36′49 ″ W.
Theo Cục Thống Kê Dân số Hoa Kỳ, làng có tổng diện tích 7,2 dặm vuông (19 km2), trong đó 7,1 dặm vuông (18 km2) là đất và 0,1 dặm vuông (0,26 km2) (1,93%) là nước. Đến Islamorada cần khoảng 1,5 giờ lái xe về phía nam Miami và khoảng 2 giờ lái xe về phía đông bắc của Key West.
Islamorada nằm cách khoảng 19 hải lý về phía tây nam của John Sannekamp Coral Reef.

## Dân cư
Theo điều tra dân số năm 2010, làng có 6.119 người, 2.882 hộ gia đình và 1.673 gia đình sống. Mật độ dân số là 838,2 người trên một dặm vuông (325,4 / km²). Có 5.692 đơn vị nhà ở với mật độ trung bình 767,7 mỗi dặm vuông (296,6 / km²). Tỷ lệ chủng tộc của làng là 96,54% người da trắng, 0,72% người Mỹ gốc Phi, 0,38% người Mỹ bản địa, 0,59% người châu Á, 0,13% người Thái Bình Dương, 0,69% từ các chủng tộc khác và 0,96% từ hai hoặc nhiều chủng tộc. Tây Ban Nha hoặc La tinh của bất kỳ chủng tộc nào chiếm  9,63% dân số.
Có 2.882 hộ trong đó 17,04% có trẻ em dưới 18 tuổi sống chung với gia đình, 48,13% là cặp vợ chồng chung sống với nhau, 5,76% là phụ nữ độc thân, và 41,95% không phải là gia đình. 31,78% hộ gia đình được tạo thành từ các cá nhân và 33,24% có người sống một mình 65 tuổi trở lên. Quy mô hộ trung bình là 2,07 và quy mô gia đình trung bình là 2,57.
Trong làng, dân số phân theo nhóm tuổi có tỷ lệ là 13,86% dưới 18 tuổi, 4,5% từ 18 đến 24 tuổi, 27,5% từ 25 đến 44 tuổi, 35,6% từ 45 đến 64 tuổi, và 16,9% người từ 65 tuổi trở lên. Độ tuổi trung bình là 46 tuổi. Cứ 100 nữ giới thì có 112,6 nam giới. Cứ 100 nữ từ 18 tuổi trở lên, có 112,2 nam giới.
Thu nhập trung bình cho một hộ gia đình trong làng là $ 41,522, và thu nhập trung bình cho một gia đình là $ 56,118. Nam giới có thu nhập trung bình là 31.339 đô la so với 25.670 đô la Mỹ đối với nữ. Thu nhập bình quân đầu người ở làng là 29.519 đô la. 6,9% dân số và 3,5% gia đình ở dưới mức chuẩn nghèo. Trong tổng số người sống trong cảnh đói nghèo có 7,0% dưới 18 tuổi và 4,5% từ 65 tuổi trở lên.